# ويليام لي برينت
ويليام لي برينت (بالإنجليزية: William Leigh Brent)‏ هو محامي وسياسي أمريكي، ولد في 20 فبراير 1784، وتوفي في 7 يوليو 1848. انتخب عضو مجلس النواب الأمريكي.